# Helianthus laetiflorus
Helianthus laetiflorus là một loài thực vật có hoa trong họ Cúc. Loài này được Pers. mô tả khoa học đầu tiên năm 1807.
Loài cây này phổ biến ở các địa điểm rải rác trên phần lớn Canada từ Newfoundland đến British Columbia, miền trung và miền đông Hoa Kỳ cho đến tận miền nam Texas và Georgia. 
Helianthus × laetiflorus là một loại cây thân thảo, mọc xen kẽ, lá đơn, trên thân màu xanh lục. Hoa màu vàng, nở vào cuối mùa hè. 